# Voice of Korea
Voice of Korea (Koreaans: 조선의 소리) is de Wereldomroep van de Democratische Volksrepubliek Korea (Noord-Korea). De Wereldomroep zendt informatie uit in het Koreaans, Chinees, Spaans, Duits, Engels, Frans, Russisch, Japans en het Arabisch. Tot 2002 heette de wereldomroep Radio Pyongyang.
De wereldomroep zendt uit op de korte-golfbanden. 